# 霍然
霍然（英文名：Wellington Fok，1909年—2006年），原名霍越奎，因自覺名字音似「越做越灰」，所以改名為霍然，男，祖籍广东顺德，香港導演。 他執導的電影超過五十部，著名者有《賊公子》、《天下為公》、《木蘭從軍》、《風流大姐》等。

## 電影作品
- 戰地歸來（1934）：原著
- 残歌（1935）：编劇、原著
- 風流小姐（1936）：编劇
- 天下為公（1937）：導演、编劇
- 萬里行屍（1939）：導演、编劇
- 贼王子（1939）：導演
- 風流皇后（1940）：導演、编劇
- 花蝴蝶（1947）：導演
- 一劍定江山（1949）：導演
- 慈母千秋（1961）：導演、编劇
- 冤魂塔（1961）：導演
- 好女嫁得有情郎（1962）：導演
- 七劍震江湖（1963）：導演